# 沐溪镇
沐溪镇，是中华人民共和国四川省乐山市沐川县下辖的一个乡镇级行政单位。2019年12月，撤销幸福乡和建和乡，将其所属行政区域划归沐溪镇管辖。

## 行政区划
沐溪镇下辖以下地区：
农场坝社区、三观楼社区、梨园社区、围墙村、前光村、胜利村、茨梨村、团结村、石桥村、关坪村、茨弯村、阳雀村、泥河村、黄龙村、仁厚村、龙桥村、石梁村和三溪村。